# Толстовка (Иркутская область)
Толсто́вка — деревня в Баяндаевском районе Иркутской области России. Входит в состав муниципального образования «Васильевск». Находится примерно в 15 км к востоку от районного центра.

## Население
| 2002 | 2010 | 2011 | 2012 |
| ---- | ---- | ---- | ---- |
| 74   | ↘57  | →57  | ↘56  |

Гендерный состав
По данным Всероссийской переписи в 2010 году 23 мужчины и 34 женщины из 57 человек.